# 321405 Ingehorst
321405 Ingehorst è un asteroide della fascia principale. Scoperto nel 2009, presenta un'orbita caratterizzata da un semiasse maggiore pari a 3,1814813 UA e da un'eccentricità di 0,2339396, inclinata di 16,17692° rispetto all'eclittica.
L'asteroide è dedicato a Inge e Horst Zimmer, genitori di una dei due scopritori.